# Josephus Scottus
Josephus Scottus (... – tra il 791 e l'804) è stato un abate ed erudito di origine irlandese (celtica).
Studiò probabilmente a Clonmacnoise, sotto la guida dell'abate Colcu. Intorno al 770 si trasferì a York, dove fu discepolo di Alcuino. Qui conobbe il frisone Liudger, futuro vescovo di Münster; l'amicizia tra Josephus e Liudger è celebrata in un poema. Dopo il 780 Alcuino si trasferì in Francia, presso la corte di Carlo Magno e Giuseppe probabilmente lo seguì.
Tra il 787 ed il 788 fu mandato in missione da Carlo Magno a Roma, Spoleto e Benevento, anche se la missione non ebbe successo perché vittima di imboscate da parte di ribelli nell'Italia meridionale. Nel 790 Giuseppe fu incaricato di curare gli affari di Alcuino nel continente, mentre quest'ultimo era in missione nella Northumbria. In seguito divenne abate, ma non vi sono certezze storiche su quale fosse l'abbazia, né sulla data esatta della morte.

## Opere
Quattro poesie acrostiche di Scottus, di argomento religioso, si trovano in una raccolta che comprende anche opere di Alcuino e Teodulfo, custodita presso la Burgerbibliothek di Berna (MS 212). Le opere sono dedicate a Carlo Magno e si basano sui panegirici scritti nel IV secolo da Publilio Optaziano Porfirio per l'imperatore Costantino. Scrisse anche
un'abbreviazione in 18 libri del commento di San Girolamo ad Isaia, con prologo rimato.